# Roy Wang
Wang Yuan (en chino, 王源; pinyin, Wáng Yuán) (Chongqing, China, 8 de noviembre de 2000), más conocido como Roy Wang, es un cantante, compositor y actor chino.

## Biografía
Estudió en la prestigiosa escuela "Chongqing Nankai Middle School", una de las mejores escuelas secundarias en China. Durante los exámenes de ingreso a la escuela secundaria obtuvo el primer lugar en las audiciones de estudiantes de talento artístico por lo que fue admitido en Nankai. A finales de enero de 2019, se anunció que Wang había sido aceptado en la escuela "Berklee College of Music".

## Carrera

### Cine y televisión
El 21 de febrero de 2015, apareció por primera vez como invitado en el programa Happy Camp durante el episodio "Li Yifeng and Tiffany VS TFBoys" junto al actor Li Yifeng y sus compañeros de TFBOYS. Poco después el 28 de marzo del mismo año volvió a aparecer en el programa junto a TFBOYS. El 17 de septiembre de 2016, apareció por tercera vez en el programa junto a Guo Jingming, Fan Bingbing, Chen Xuedong y Lin Yun. El 3 de junio de 2017, apareció junto a Gu Juji, Sun Jian, Zhang Bichen y Yang Di. Unos días más tarde volvió a participar en el programa durante el 10 de junio con Wei Chen, Deng Lun, Yu Xiaotong, Yang Di y Henry Lau. El 29 de julio del mismo año realizó su sexta aparición en el programa con Ma Sichun, Zhou Dongyu, Dou Jingtong y Mark Chao. Posteriormente el 5 de agosto apareció junto a TFBOYS, Li Yuchun, YIF, MCTianyou, Tang Guoqiang, Liu Haoran, Guan Xiaotong, Zeng Shunxi y Phoenix Legend, y poco después el 12 de agosto nuevamente con TFBOYS, Zhang Zifeng, Tang Yuzhe, Li Fei'er, Yang Di, Victoria Song, Chen Ruolin, Qiao Shiyu, Chen Geng y Liu Ye. 
En 2016, apareció como invitado en el drama Noble Aspirations donde dio vida a Zhang Xiaofan de joven, papel que interpretó el actor Li Yifeng de adulto. El 30 de septiembre del mismo año, se unió al elenco principal de la película animada y de fantasía L.O.R.D: Legend of Ravaging Dynasties donde dio vida a Dusk, el sacerdote de plata. En enero de 2017, se convirtió en uno de los maestros de ceremonias para la segunda temporada del programa de variedades Ace vs Ace. En septiembre del mismo año, se unió al programa de variedades Youth Inn de Dragon TV. En octubre del mismo año, se unió al elenco de la película independiente Forever and Ever. El 30 de agosto de 2018, se anunció que se uniría a su primera película de Hollywood xXx 4 junto a Vin Diesel.
En 2019, volverá a dar vida a Dusk en la secuela de "L.O.R.D: Legend of Ravaging Dynasties", L.O.R.D: Legend of Ravaging Dynasties 2. 
El 30 de enero de 2020 se unió al elenco principal del drama xianxia The Great Ruler donde interpretó a Mu Chen, hasta el final de la serie en marzo del mismo año.

### Música
A los 12 años el 6 de agosto de 2015, debutó oficialmente con el grupo "TFBOYS" . Durante su concierto donde celebró su cumpleaños 15, cantó su primer sencillo en solitario titulado "Cause of You", el cual fue tanto compuesto como escrito por él para sus fanes. La canción fue lanzada oficialmente en enero de 2016. En octubre del mismo año lanzó su segundo sencillo, el cual fue escrito y compuesto por él mismo titulado "The Best Time", como un regalo para su alma mater para el 80 aniversario de la escuela.
En noviembre del mismo año lanzó su tercer sencillo titulado "Grown Up" y producido por JJ Lin. En abril de 2017, colaboró con Sun Nan con la canción "Dear Child", utilizada para la fundación benéfica "Sunnan Special Fund for Reshaping the Future". En julio del mismo año lanzó su primer sencillo del año titulado, "Sunshine Will Never Fade Away", en donde participó escribiendo la letra y diseñando la portada para el álbum, la canción sirvió como banda sonora de Boy Hood, del drama deportivo juvenil. El 24 de octubre del mismo año, junto a otras 16 celebridades lanzaron la canción "Sing for 2030".
Ese mismo mes por su cumpleaños número 17 lanzó el sencillo "Sventeen" el cual escribió y compuso. El 6 de noviembre lanzó su primer sencillo en inglés titulado "Sleep" y el 20 del mismo mes lanzó la canción "Pride", la cual le dedicó a su madre. Su primer Extended play titulado "Song For You", fue lanzado el 22 de enero de 2018, las ganancias de la venta del álbum fueron destinadas a la fundación benéfica de Wang: "Yuan Foundation".

## Filmografía

### Películas
| Año  | Título                                  | Personaje     | Notas                                                                                               |
| ---- | --------------------------------------- | ------------- | --------------------------------------------------------------------------------------------------- |
| 2021 | 1921                                    | -             | junto a Huang Xuan, Han Dongjun, Ni Ni, Zhang Yunlong, Shawn Dou                                    |
| 2020 | L.O.R.D: Legend of Ravaging Dynasties 2 | Dusk          | junto a Fan Bingbing, Kris Wu, Chen Xuedong, Lin Yun, William Chan, Amber Kuo                       |
| 2020 | My People, My Homeland                  | Xiao Han      | junto a Deng Chao, Dong Zijian, Yang Zi, Li Yifeng, Li Chen, Wang Ziwen y Liu Haoran                |
| 2019 | So Long, My Son                         | Liu Xing      | junto a Wang Jingchun, Yong Mei, Du Jiang y Ai Liya                                                 |
| 2016 | L.O.R.D: Legend of Ravaging Dynasties   | Dusk          | junto a Fan Bingbing, Kris Wu, Chen Xuedong, Lin Yun, Yan Yikuan, William Chan, Amber Kuo y Yang Mi |
| 2015 | Mr. Six                                 | -             | junto a Feng Xiaogang, Zhang Hanyu, Xu Qing, Li Yifeng, Kris, Liu Hua                               |
| 2015 | Pound of Flesh                          | Grupo Musical | junto a Jean-Claude Van Damme, Darren Shahlavi, Aki Aleong, John Ralston                            |

### Series de televisión
| Año  | Título                | Personaje                | Notas        |
| ---- | --------------------- | ------------------------ | ------------ |
| 2020 | The Great Ruler       | Mu Chen                  | 48 episodios |
| 2017 | Boy Hood              | Ban Xiaosong             |              |
| 2017 | A Love for Separation | Wang Jun                 |              |
| 2016 | Noble Aspirations     | Zhang Xiaofan (de joven) |              |
| 2016 | Finding Soul          | Sui Yu / 002             | (webserie)   |

### Programas de televisión
| Año              | Programa                     | Notas                                               |
| ---------------- | ---------------------------- | --------------------------------------------------- |
| 2021 - presente  | Game of Shark                | miembro                                             |
| 2016-2020        | Happy Camp                   | 5 episodios - invitado 8 episodios -                |
| 2017 - 2018 2016 | Ace vs Ace                   | (ep. #2.01-) - miembro (ep. #1.07, 1.11) - invitado |
| 2017             | Who's The Murderer: Season 3 | (ep. #3) - invitado                                 |
| 2017             | Youth Inn                    |                                                     |
| 2015             | Run for Time: Season 1       | miembro                                             |
| 2014             | Day Day Up                   |                                                     |

### Revistas / sesiones fotográficas
| Año  | Título                                                       | Notas                                          |
| ---- | ------------------------------------------------------------ | ---------------------------------------------- |
| 2020 | ELLE MEN China                                               | (publicación de abril)                         |
| 2020 | Southern Metropolis Entertainment                            |                                                |
| 2020 | L’Officiel China                                             | (publicación de marzo)                         |
| 2020 | Grazia China                                                 |                                                |
| 2019 | The Movie Channel’s New Media Center x Harper’s Bazaar China |                                                |
| 2019 | VogueMe China                                                | junto a Ouyang Nana - (publicación de octubre) |
| 2019 | T Magazine China                                             | (publicación de agosto)                        |
| 2019 | Esquire China                                                | (publicación de agosto)                        |

### Eventos
| Año  | Título                                  | Notas                                      |
| ---- | --------------------------------------- | ------------------------------------------ |
| 2021 | 2020 Weibo Night                        | invitado                                   |
| 2020 | Nice to Meet Poetry                     | (Special Spring Poetry Livestream)         |
| 2020 | CCTV Spring Festival Gala 2020          |                                            |
| 2020 | 2019 Weibo Awards Ceremony              |                                            |
| 2019 | 2019-2020 New Year’s Countdown Gala     | (Hunan TV New Year Countdown Concert 2020) |
| 2019 | 2019 Tencent Music Entertainment Awards |                                            |
| 2019 | 2019 iQiYi Scream Night                 |                                            |

### Endorsos y embajador
Ha firmado acuerdos con importantes marcas internacionales como L'Oréal Paris, Chopard y Fila. En abril fue invitado por Chopard para asistir al "Baselworld Watch and Jewellery Fair". En mayo fue invitado a asistir al festival de cine de Cannes como embajador de las marcas L'Oreal Paris y Chopard.
En junio del mismo año se convirtió en un Artista Global de LINE FRIENDS donde participó ayudando a crear su propia serie de personajes "ROY6".
| Año       | Título        | Notas                 |
| --------- | ------------- | --------------------- |
| ¿? - 2021 | Uniqlo China  |                       |
| 2018      | KFC           | Modelo de la marca    |
| 2018      | Line Friends  | Creadores de amigos   |
| 2018      | FILA          | Modelo de la marca    |
| 2018      | QQ SVIP       | Modelo de la marca    |
| 2018      | Chopard       | Embajador de la marca |
| 2018      | HP            | Modelo de la marca    |
| 2018      | 六个核桃      | Modelo de la marca    |
| 2018      | BOOK QQ       | Modelo de la marca    |
| 2018      | H&M           | Modelo de la marca    |
| 2018      | Oreo          | Embajador de la marca |
| 2018      | L'Oreal Paris | Embajador de la marca |

## Discografía

### Conciertos
| Año  | Título                                                  |
| ---- | ------------------------------------------------------- |
| 2019 | 6th Anniversary Concert - "Confession (告白) The Fever" |
| 2019 | Yuan                                                    |
| 2018 | Concierto 18 años                                       |

### Álbum EP
| Título       | Detalles del Álbum                                                                      | Ventas (DL)     | Lista                                                                |
| ------------ | --------------------------------------------------------------------------------------- | --------------- | -------------------------------------------------------------------- |
| Song For You | - Lanzamiento: 22 de enero de 2018 - Label: Roy Wang Studio - Formato: Digital Download | CHN: 3,157,940+ | 1. Song For Your Birthday (宝贝) 2. Song For Your Night (宝贝星空版) |

### Sencillos
| Año  | Título                                      | Posición en la Tabla  | Álbum                   | Notas |
| Año  | Título                                      | CHN Billboard V Chart | Álbum                   | Notas |
| ---- | ------------------------------------------- | --------------------- | ----------------------- | ----- |
| 2018 | "The Wrong Things"                          | —                     | —                       | —     |
| 2018 | "Be Myself" (做我自己)                      | —                     | —                       | —     |
| 2018 | "Cause of You 2018 ver." (因为遇见你2018版) | —                     | OST de Nice To Meet You | —     |
| 2017 | "Pride" (骄傲)                              | 1                     | —                       | —     |
| 2017 | "Sleep"                                     | 9                     | Sleep                   | —     |
| 2017 | "Seventeen" (十七)                          | 3                     | —                       | —     |
| 2017 | "Sunshine Will Never Fade Away" (阳光不锈)  | 3                     | —                       | —     |
| 2013 | "Grown Up" (长大以后的世界)                 | —                     | —                       | —     |
| 2013 | "The Best Time" (最美的时光)                | —                     | —                       | —     |
| 2013 | "Cause of You" (因为遇见你)                 | —                     | —                       | —     |

### Otros
| Año  | Título               | Álbum                                                     | Notas                                                                                            |
| ---- | -------------------- | --------------------------------------------------------- | ------------------------------------------------------------------------------------------------ |
| 2020 | 战疫                 | Lanzado por China Federation of Literary & Art Circles    | (Canción y mensajes para apoyar a quienes luchan contra el coronavirus) - junto a otros artistas |
| 2020 | Manual of Youth      | Canción durante los "2019 Weibo Awards Ceremony"          | (versión acústica) -                                                                             |
| 2020 | Adore                | Canción durante los "2019 Weibo Awards Ceremony"          |                                                                                                  |
| 2020 | Confession           | Canción durante los "2019 Weibo Awards Ceremony"          |                                                                                                  |
| 2019 | My Friend            | Interpretación en los "Tencent Music Entertainment Award" |                                                                                                  |
| 2019 | The First Confession | Interpretación en los "Tencent Music Entertainment Award" |                                                                                                  |
| 2019 | 岁月                 | Interpretación en los "32nd Golden Rooster Awards"        | junto a Huang Xuan, Zhou Dongyu y Ouyang Nana                                                    |

## Apoyo social
El 18 de mayo del 2016 fue nombrado Embajador de Bienestar Público del Turismo Civilizado de Chongqing (en inglés: "Chongqing Civilized Tourism Public Welfare Ambassador").
En diciembre del mismo año trabajó con el grupo "UN China Youth" para promover la campaña "Imagine 2030", que apunta a alentar a la generación joven de China, por su ayuda fue reconocido durante la clausura de la ceremonia al recibir un premio especial.
En enero del 2017 fue uno de los Delegados que representaron China en el sexto foro de jóvenes del Consejo Económico y Social de las Naciones Unidas (ECOSOC), donde hablo como representante de la campaña Imagine 2030 de las Naciones Unidas y pidió igualdad de acceso a una educación de calidad en todo el mundo.
En abril del mismo año colaboró con Sun Nan y lanzaron la canción "Dear Child", la cual sirvió como tema para la fundación benéfica de Nan: "Sunnan Special Fund for Reshaping the Future".
Fue uno de los que recibieron la "Medalla del 4 de Mayo", otorgada por la Liga de Jóvenes Comunistas de China (CCYL), a jóvenes sobresalientes que han logrado logros notables en agricultura, investigación de alta tecnología, cobertura de noticias, política y derecho, así como ejército y policía.
El 28 de junio del mismo año fue nombrado como Defensor Especial para la Educación de UNICEF. Poco después asistió al "2017 Forum on Rural Headmasters" organizado por Jack Ma Foundation, donde dio un discurso sobre la educación rural. Más tarde el 4 de septiembre realizó una visita al sitio "Love School Project"  organizado en forma conjunta por UNICEF y el Gobierno Local de la Provincia de Guangxi.
El 24 de octubre junto a otras 16 celebridades lanzaron la canción "Sing for 2030" para mostrar su apoyo a los ODS (Objetivos de Desarrollo Sostenible), a través de la vocalización de los ODS impulsada por el PNUD de China.
El 27 de octubre del mismo año anunció que había creado su propia fundación de caridad llamada "Yuan Foundation" y cuya primera iniciativa fue para ayudar a los ancianos con cataratas a recuperar la vista. El proyecto logró que se operaran con éxito a 352 personas y la segunda iniciativa permitió recaudar fondos para niños con neuroblastoma.
En enero del 2018 Sina lo nombró como una de las 10 estrellas que apoyan a la caridad más influyentes.
Por segundo año consecutivo representó a China en el Foro de la Juventud del ECOSOC de las Naciones Unidas, celebrado en la sede de las Naciones Unidas en Nueva York en su papel como Defensor Especial del UNICEF para la Educación.

## Premios y nominaciones
| Año  | Categoría                                         | Premio                                 | Trabajo                               | Resultado |
| ---- | ------------------------------------------------- | -------------------------------------- | ------------------------------------- | --------- |
| 2020 | Weibo 10 Years Influential Group (junto a TFBOYS) | 2019 Weibo Awards Ceremony             | -                                     | Ganaron   |
| 2019 | Group of the Year                                 | 2019 Tencent Music Entertainment Award | -                                     | Ganaron   |
| 2019 | Scream Night Group Award                          | 2020 iQiYi Scream Night                | -                                     | Ganaron   |
| 2018 | Best Chinese Song of 2017                         | CCTV Global Chinese Music Award        | "Seventeen"                           | Ganó      |
| 2018 | Best Singer-Songwriter                            | CCTV Global Chinese Music Award        | -                                     | Ganó      |
| 2017 | Influential Star of the Year                      | Tencent Entertainment White Paper      |                                       | Ganó      |
| 2017 | Popular Star Award                                | Weibo Movie Awards Ceremony            | L.O.R.D: Legend of Ravaging Dynasties | Ganó      |
| 2016 | Most Popular New Talent                           | 9th CSC Music Award                    | "Cause of You"                        | Ganó      |
| 2016 | Top 10 Golden Songs                               | Fresh Asia Charts                      | "Cause of You"                        | Ganó      |